# Angonyx serrata
Angonyx serrata är en fjärilsart som beskrevs av Clark 1928. Angonyx serrata ingår i släktet Angonyx och familjen svärmare. Inga underarter finns listade i Catalogue of Life.